# Publications Mathématiques de l'IHÉS
Publications Mathématiques de l'IHÉS は科学学術雑誌である．Institut des Hautes Études Scientifiques によって，フランス国立科学研究センター (CNRS) の援助のもと，出版されている．
Publications Mathématiques は1959年に創立され，年に1巻から5巻までの不規則な間隔で出版されている．現在では年2巻である．2017年現在，編集長 は クレール・ヴォイシン であり，彼女は Institut Mathématique de Jussieu の フランス国立科学研究センター研究部長 である．